# بوکسور دس روئس
بوکسور دس روئس (انگلیسی: Boxeur Des Rues) شرکت تجهیزات ورزشی ایتالیایی است، که در سال ۱۹۹۰ تأسیس شد.